# Vico Equense
Vico Equense è un comune italiano di 20 152 abitanti della città metropolitana di Napoli in Campania: città della penisola sorrentina, è posta tra il golfo di Napoli, i monti Lattari e il golfo di Salerno.

## Geografia fisica
Vico Equense sorge su un blocco tufaceo e calcareo, ad un'altezza media di 90 metri: si affaccia sul mar Tirreno, nella parte meridionale del golfo di Napoli, all'inizio della costiera sorrentina, per arrivare poi ad un'altezza massima di 1.444 metri con la cima del monte Sant'Angelo, la più alta dell'intera catena dei monti Lattari; per un breve tratto, montuoso e scosceso verso il mare, la città è bagnata anche dalle acque del golfo di Salerno, lungo la costiera amalfitana, nelle vicinanze dell'arcipelago de Li Galli. Con una superficie di quasi 30 chilometri quadrati, Vico Equense è il più vasto comune della penisola sorrentina, nonché l'ottavo dell'intera città metropolitana.

## Storia
Le prime testimonianze di vita nell'area del comune di Vico Equense risalgono al periodo del VII secolo a.C., grazie a ritrovamenti di corredi funerari facenti parte di una necropoli scoperta negli anni sessanta del XX secolo; la prima citazione scritta riguardante il territorio invece risale al I secolo, quando Silio Italico, nel poema Punica, cita un certo guerriero di nome Murrano, proveniente dall'Aequana, un territorio vicino Sorrento: documenti di epoca medievale confermano poi l'esistenza del borgo di Aequa, nel tratto di costa che oggi viene identificato nella frazione di Seiano.
Tuttavia doveva anche esistere un piccolo borgo, a forma di impianto ippodameo, sul pianoro dove sorge l'attuale città, di cui non si conosce il nome e che andò spopolandosi poi durante il medioevo: a testimonianza di questa ipotesi è un documento del 1213 che indica una località denominata ad Vicum dicitur e della struttura viaria attuale che ricorda quello dell'antico borgo.
Con l'arrivo degli Aragonesi e poi degli Angioini, il vecchio paese sul pianoro ritornò a vivere, grazie anche allo spopolamento dell'abitato di Aequa, divenuto oggetto di razzie da parte dei pirati: vennero così costruite mura, al cui interno fu poi edificata la cattedrale con annesso episcopio ed il castello. Con il passare degli anni intorno al centro si svilupparono, sparsi anche sui monti circostanti, spesso intorno a chiese, piccoli borghi, che costituisco le attuali frazioni; fu tuttavia nel XIX secolo che si ebbe un totale riassetto dell'urbanistica: vennero infatti eliminate le mura e fu aperta la strada che collegava Castellammare di Stabia con Sorrento; fu in questo periodo inoltre che iniziò la forte vocazione turistica del paese, soprattutto durante il periodo estivo, sia come luogo balneare che termale, grazie alla presenza del complesso termale dello Scrajo.
Nel 1906 l'isolamento terminò con l'apertura della linea tranvia Castellammare di Stabia - Sorrento, sostituita poi nel 1948 dalla ferrovia Torre Annunziata - Sorrento che collega la costiera sorrentina con Napoli; durante gli anni sessanta e settanta del XX secolo Vico Equense fu interessata da un notevole sviluppo edilizio che comunque non intaccò la fisionomia urbana: danni si ebbero con il terremoto del 1980, successivamente riparati.

### Simboli
Il gonfalone è un drappo di azzurro riccamente ornato di ricami d'oro.

## Monumenti e luoghi d'interesse

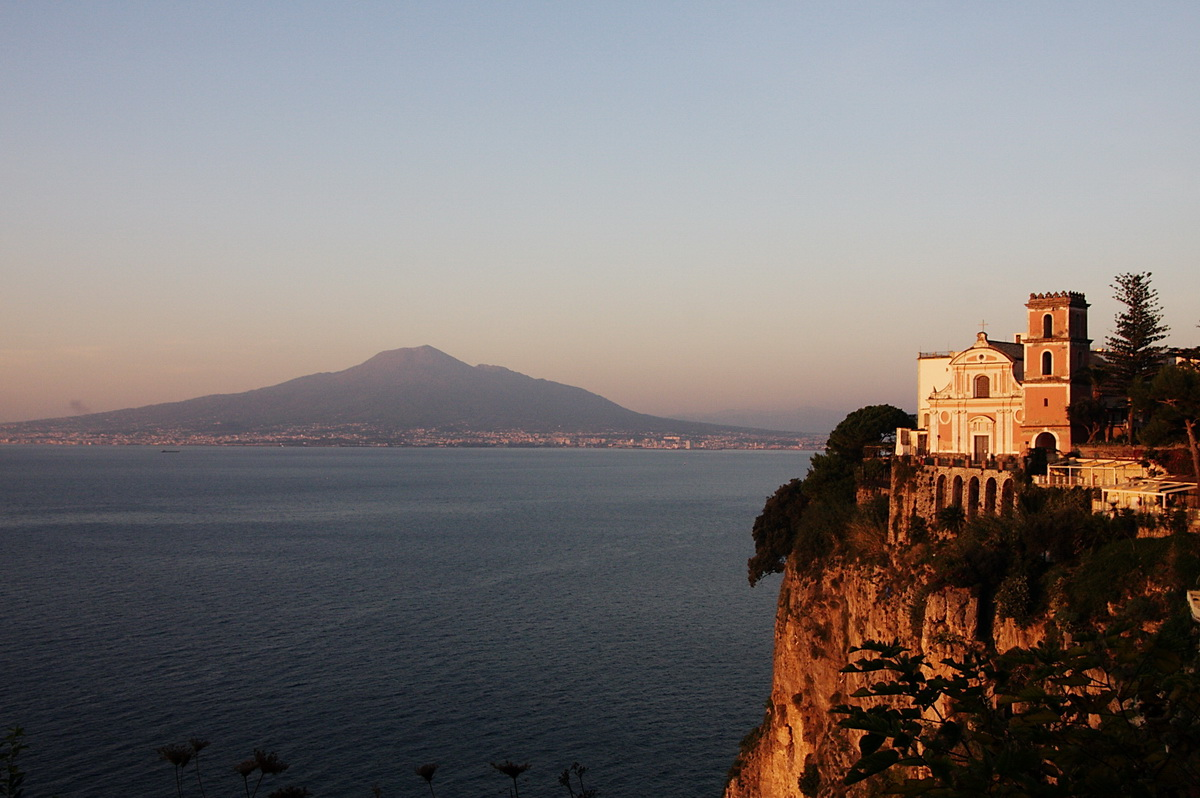
La chiesa della Santissima Annunziata

La chiesa della Santissima Annunziata è stata la cattedrale della diocesi di Vico Equense fino al 1818 quando è stata soppressa: eretta agli inizi del XIV secolo su un costone roccioso a strapiombo sul mare, è uno dei rarissimi esempi dell'architettura gotica, all'interno, della costiera sorrentina mentre la facciata è in stile barocco, ricostruita nel XVIII secolo; l'interno è suddiviso in tre navate e conserva tele di Giuseppe Bonito, Jacopo Cestaro e Francesco Palumbo e l'urna funeraria di Gaetano Filangieri.
Due sono i santuari sul territorio vicano: il santuario di Santa Maria del Toro fu costruito nel XVI secolo a seguito di diverse leggende e avvenimenti miracolosi attribuiti all'affresco della Vergine col Bambino: restaurato all'inizio del XIX secolo, dopo essere stato utilizzato come stalla, il santuario è a unica navata e conserva una statua di Maria con Gesù bambino che stringe tra le mani un giglio d'argento, affreschi di Francesco Solimena ed altre numerose opere pittoriche.
Il santuario di San Michele Arcangelo si trova sul monte Faito, nei pressi del luogo in cui l'arcangelo Michele apparve ai santi eremiti Catello e Antonino: ricostruito più volte, l'attuale edificio è stato consacrato il 24 settembre 1950 e si presenta a navata unica in stile contemporaneo; ha un altare in legno, una statua di san Michele realizzata da Edoardo Rubino e due statue raffiguranti san Catello e sant'Antonino opera di Francesco Jerace; l'originale statua in marmo di san Michele, famosa per il miracolo della sudorazione della manna, risalente al VI secolo, è conservata all'interno della concattedrale di Santissima Maria Assunta e San Catello a Castellammare di Stabia.
La chiesa dei Santi Ciro e Giovanni è la principale della città: consacrata nel 1774, al suo interno viene venerato il patrono di Vico Equense, ossia san Ciro; ha croce latina, conserva una statua lignea dell'Immacolata, una tela raffigurante la deposizione, opera di Antonio Asturi e due busti reliquiari in argento, rispettivamente di san Ciro, risalente al XVII secolo e di san Giovanni, realizzato nel 2008. Caratteristica è la cappella di Santa Lucia, nella frazione di Massaquano, che conserva un ciclo di affreschi del tardo trecento di scuola giottesca: le raffigurazioni riguardano l'assunzione di Maria, scene della vita di santa Lucia e quelle di Gesù. Numerose poi sono altre chiese sparse per le varie frazioni della cittadina.

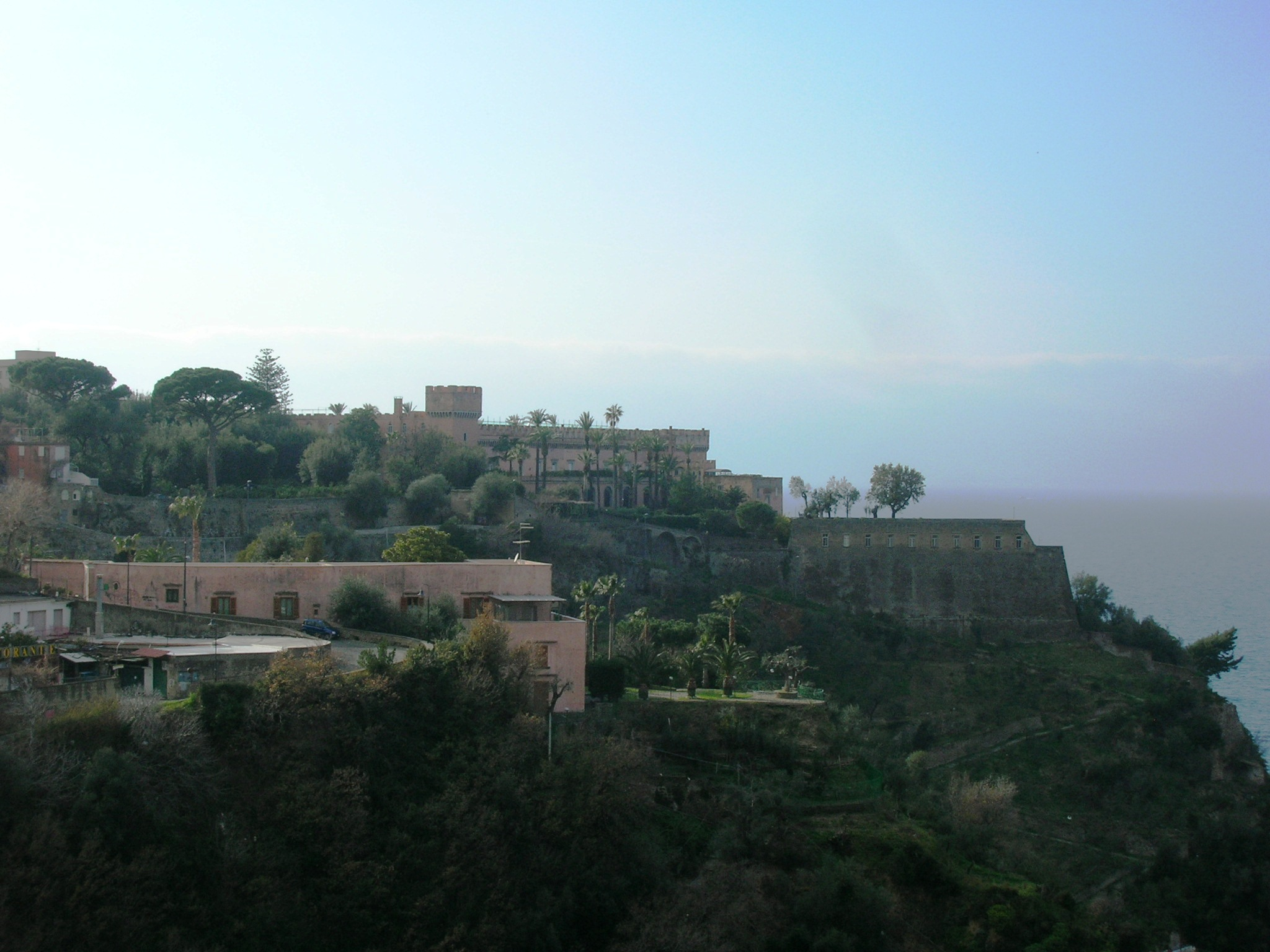
Il castello Giusso

Edificato tra il 1284 ed 1289, si narra per volere del re Carlo II d'Angiò, ma più probabilmente del feudatario Sparano di Bari, il castello Giusso è stato sia utilizzato come struttura militare che per uso residenziale: viene così chiamato dal nome dei proprietari Luigi ed il figlio Girolamo Giusso, che durante il XIX secolo eseguirono numerosi lavori di restauro e abbellimento, come la costruzione di una cappella e la creazione di un ciclo di affreschi all'interno di alcuni saloni; il 21 luglio 1788, morì al suo interno il giurista napoletano Gaetano Filangieri.
L'Antiquarium Silio Italico è un museo archeologico fondato nel 1966 che raccoglie principalmente i corredi funerari di una necropoli, scoperta a Vico Equense durante la costruzione di alcuni palazzi negli anni sessanta e settanta: si tratta di buccheri, oggetti in bronzo, ceramiche a figure nere e rosse, oltre ad armi e vasi, di cui uno caratteristico poiché riporta caratteri dell'alfabeto nucerino. Il museo mineralogico campano è stato inaugurato il 22 ottobre 1992 ed ospita una collezione di minerali, raccolti in oltre cinquant'anni di ricerca, dall'ingegnere Pasquale Discepolo: nel corso del tempo si è arricchito di numerose donazioni come meteoriti, fossili ed una sezione dedicata interamente alle gemme. Il museo di arte sacra di San Vito offre un'esposizione di oggetti sacri realizzati tra il XVI e XVIII secolo, provenienti da diversi regioni italiane: oltre a dipinti, si osservano anche opere lavorate in corallo ed in argento.
Tra le attrazioni naturalistiche della zona, le terme dello Scrajo, fondate nel 1895, grazie a diversi sorgenti di acqua solfurea, offrono terapie per diverse patologie sia dermatologiche che respiratorie: grazie alla vicinanza del complesso al mare, viene sfruttato anche per il turismo balneare; sulle spiagge della città è possibile scorgere torri di vedetta, alcune ridotte a ruderi e resti di una villa romana sulla spiaggia del Pezzolo. Non lontano dalle terme dello Scrajo, al confine con Castellammare di Stabia, è il banco di Santa Croce, una secca che varia tra nove ed i sessanta metri di profondità, tra le più belle del mar Mediterraneo, che ospita diverse specie sia animali che vegetali, tra cui il corallo rosso, difficilmente individuabile nel bacino mediterraneo. Il paesaggio collinare e montano offrono invece itinerari escursionistici, come nelle frazioni di Arola o Santa Maria a Castello, fino ad arrivare alle vette più alte della catena dei monti Lattari, come il monte Comune, Faito e Sant'Angelo.

## Società

### Evoluzione demografica
Abitanti censiti

### Tradizioni e folclore
La processione delle Pacchianelle si svolge il 6 gennaio di ogni anno per le strade del centro cittadino: si tratta di una sorta di presepe itinerante, composto da oltre trecento persone, nell'atto di portare doni a Gesù bambino, per lo più prodotti tipici locali come agrumi, formaggi, animali e pesci; del corteo fanno parte dei pescatori che camminano scalzi, i re magi a cavallo e la Sacra Famiglia. Altra tradizionale processione è quella del Venerdì santo, organizzata con cadenza triennale dalla confraternita Morte ed Orazione di Seiano: partecipano oltre trecentocinquanta figuranti, coperti da un cappuccio rosso o vestiti con abiti d'epoca, per rappresentare Giuda, Ponzio Pilato, Caifa ed altri protagonisti della passione di Gesù; viene inoltre portata in processione la statua di Gesù deposto e quella dell'Addolorata. Numerose poi sono altre tradizioni, come presepi viventi nel corso del periodo natalizio, come quello di San Salvatore che coinvolge circa duecento persone e sagre durante l'estate che sponsorizzano i prodotti locali, tra cui il provolone del Monaco, tipico della zona della costiera e il Riavulillo, una sorta di caciocavallo, servito caldo, ripieno di prosciutto, pomodoro, olive e funghi, oltre al peperoncino.

## Geografia antropica

### Frazioni
Le frazioni del comune di Vico Equense sono: Arola, Bonea, Caprile, Fornacelle, Massaquano, Moiano, Monte Faito, Montechiaro, Pacognano, Patierno, Pietrapiana, Preazzano, Sant'Andrea, Seiano, Ticciano, San Salvatore, Santa Maria del Castello.

## Infrastrutture e trasporti

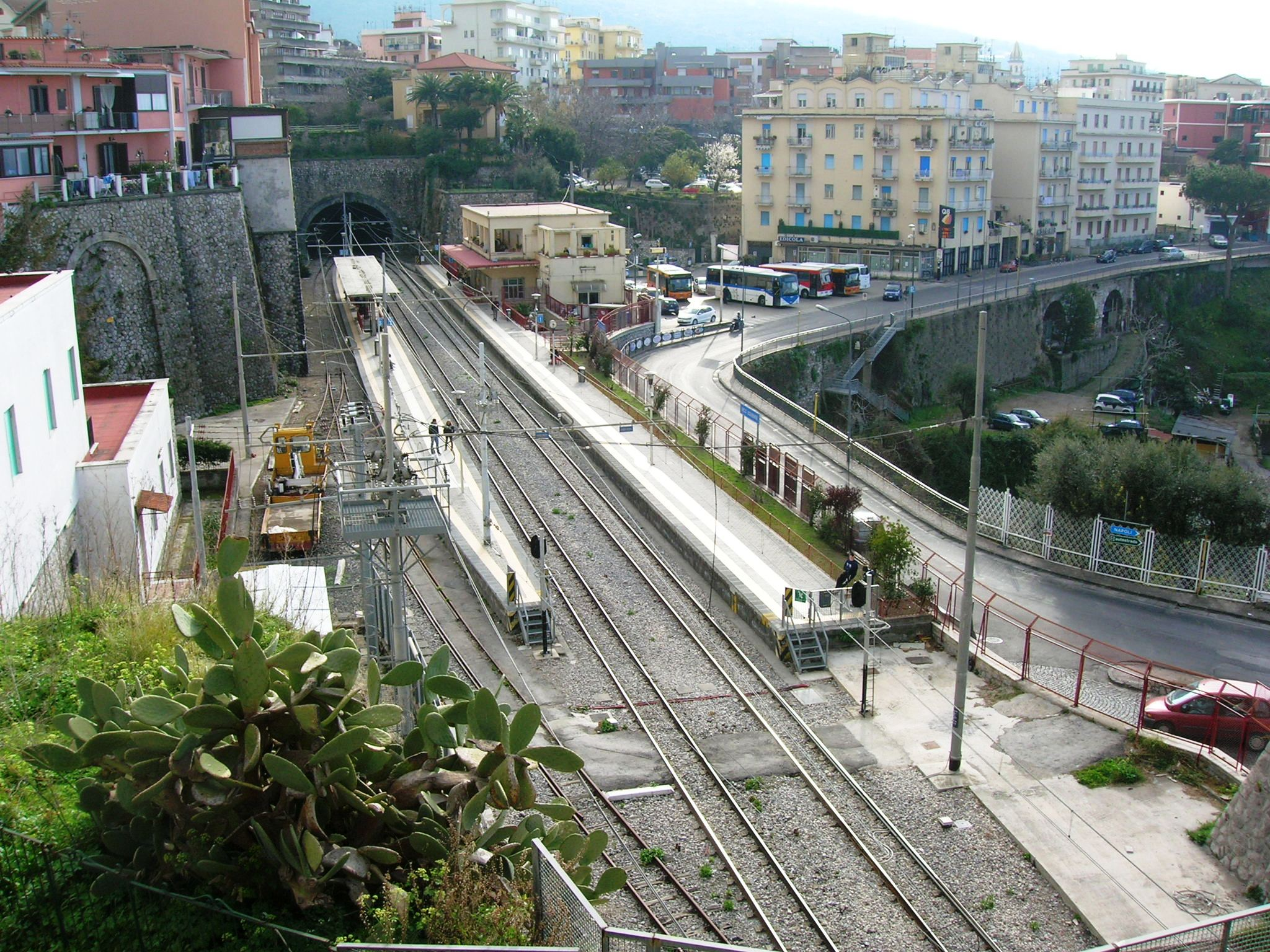
La stazione di Vico Equense

### Strade
Vico Equense era originariamente attraversata dalla strada statale 145 Sorrentina, che congiunge la penisola sorrentina con lo svincolo autostradale di Castellammare di Stabia sull'A3 Napoli - Salerno: a seguito dell'apertura della galleria di Seiano, che permette di bypassare il centro cittadino, la parte di statale che correva all'interno della città, è stata declassata a strada urbana; la costruzione della galleria ha comunque risolto il gravoso problema del traffico nel cuore di Vico Equense, soprattutto nel periodo estivo, visto il gran numero di veicoli, soprattutto turistici, che affollano la costiera.

### Ferrovie
Dal 1948 Vico Equense è attraversata dalla ferrovia Torre Annunziata-Sorrento, facente parte della rete Circumvesuviana gestita dall'Ente Autonomo Volturno; la città dispone di una stazione, denominata Vico Equense, e delle fermate di Seiano, che serve l'omonima frazione, posta su un viadotto e Scrajo Terme, realizzata in parte in galleria e funzionante solo nel periodo estivo per permettere l'accesso ai turisti al vicino stabilimento termale e balneare.
Dal 1906 al 1946 la città era servita dalla tranvia Castellammare di Stabia-Sorrento.

### Mobilità urbana
Vico Equense dispone di un servizio di autobus urbani gestiti dal gruppo EAV, che collega principalmente la zona della stazione con le frazioni sparse sui monti circostanti.

### Porti
La città è servita dal porto di Vico Equense, utilizzato prevalentemente da pescherecci e barche di uso turistico, e dal porto di Seiano, di maggiori dimensioni rispetto al precedente e usato anche per il servizio passeggeri; entrambi gli scali sono collegati al centro cittadino con un servizio di autobus urbani.

## Amministrazione
| Periodo | Periodo | Primo cittadino         | Partito                            | Carica      | Note |
| ------- | ------- | ----------------------- | ---------------------------------- | ----------- | ---- |
| 1988    | 1990    | Tommaso De Gennaro      | Democrazia Cristiana               | Sindaco     |      |
| 1990    | 1991    | Giovanni Imperato       | Democrazia Cristiana               | Sindaco     |      |
| 1991    | 1995    | Luigi Landolina Rinaldi | Democrazia Cristiana               | Sindaco     |      |
| 1995    | 1995    | Antonio Amato           |                                    | Commissario |      |
| 1995    | 1996    | Antonio Rossignaud      | Cristiani Democratici Uniti        | Sindaco     |      |
| 1996    | 1997    | Carlo Fermariello       | Partito Democratico della Sinistra | Sindaco     |      |
| 1997    | 2001    | Antonino Savarese       | Partito Popolare Italiano          | Sindaco     |      |
| 2001    | 2005    | Giuseppe Dilengite      | Forza Italia                       | Sindaco     |      |
| 2005    | 2006    | Pasquale Manzo          |                                    | Commissario |      |
| 2006    | 2011    | Gennaro Cinque          | Forza Italia-PdL                   | Sindaco     |      |
| 2011    | 2016    | Gennaro Cinque          | Il Popolo della Libertà            | Sindaco     |      |
| 2016    | 2021    | Andrea Buonocore        | Lista civica                       | Sindaco     |      |
| 2021    | -       | Giuseppe Aiello         | Lista civica                       | Sindaco     |      |

## Sport
Ha sede nel comune la società di calcio Vico Equense 1958, che ha sempre partecipato a campionati di categoria minore, fino alla Lega Pro Seconda Divisione 2009-2010.